# La sfinge dei ghiacci
La sfinge dei ghiacci è un racconto lungo fantascientifico del 1897 di Jules Verne. Il racconto rappresenta un seguito immaginato dallo scrittore della Storia di Arthur Gordon Pym di Edgar Allan Poe, ambientato fra i misteri dei ghiacci antartici, e rientra nel filone del "mondo perduto".
Verne era affascinato dai racconti e dal romanzo di Poe, tanto che gli dedicò uno studio monografico. Non stupisce che abbia voluto creare un seguito al Gordon Pym, ribaltando il finale onirico dello scrittore statunitense in uno più razionale, ma conservando l'aura di mistero del predecessore.
Il racconto fu pubblicato per la prima volta in italiano nel 1899.

## Trama
Jeorgling, un enigmatico e strano americano è nelle isole Kerguelen facendo studi che solo lui conosce. Alla fine, cerca di tornare negli Stati Uniti con qualsiasi mezzo. L'unica nave che passa attraverso l'area è comandata dal capitano Len Guy, che rifiuta di riportarlo a Tristán de Acuña o in un'altra isola. Tuttavia, il fatto che Joerglin sia del Connecticut , vicino a dove viveva il famoso Pym, fa cambiare idea al capitano.
Il viaggio della "Halbrane" inizia senza intoppi, ma in seguito si scontrano con un blocco di ghiaccio in cui il corpo di un sopravvissuto della "Jane" di nome Patterson "avverte dell'esistenza di sopravvissuti sull'isola di Tsalal, incluso il capitano della nave, Willian Guy, che è il fratello di "Halbrane". Questa nave è rinforzata per andare in cerca dei sopravvissuti, e vengono assunti nuovi marinai, tra cui uno strano meticcio di nome Hunt.
Seguendo l'itinerario tracciato da Pym, i personaggi sembrano destinati ad andare fatalmente al Polo sud. Hunt si rivela essere un sopravvissuto al viaggio di Arthur Gordon Pym: il meticcio Dick Peters. Come nel romanzo di Poe, c'è una ribellione che è intensamente accentuata dalla collisione della nave contro un iceberg dopo aver attraversato le Isole Aurora e osservando i resti sommersi dell'isola di Tsalal. Dopo la collisione con l'iceberg, alcuni degli ammutinati fuggono in una scialuppa di salvataggio. Gli eroi riescono a scappare in una sorta di paracadute abbandonato dagli indigeni che seguono la corrente, e una forza misteriosa porta entrambi i gruppi ineluttabilmente in qualche posto enigmatico nel Polo Sud. Il punto di attrazione e di enigma è una grande isola montuosa, con un aspetto che ricorda quello di una sfinge . Tale isola ha una somiglianza con la Rigra Nigra: è un magnete colossale che attrae tutti gli oggetti metallici che contengono ferro, ed è per questo che provoca l'inchiodamento e l'affondamento delle navi. Lì, a quel punto, viene trovato il corpo di Arthur Gordon Pym, che è stato trascinato verso l'isola dato che portava un fucile sulla schiena. A quel punto, Dick Peters muore di dolore per aver perduto il suo fedele compagno, mentre gli altri, imbarcandosi di nuovo, stavolta senza metalli, riescono a fuggire in mare aperto e venire soccorsi.

## Edizioni
(parziale)
- Jules Verne, La sfinge dei ghiacci, traduzione di Paolo Franchi, I ed., Editori Fermi, 1977,  p. 276.